# Долгопольский, Арон Борисович
Аро́н Бори́сович Долгопо́льский (ивр. אהרן דולגופולסקי‎ — Аарон Долгопольски; 18 ноября 1930, Москва — 20 июля 2012, Хайфа) — советский и израильский лингвист. Один из основателей Московской школы компаративистики.

## Биография
Родился в Зарядье в еврейской семье. Отец — инженер по вентиляции Борух-Залман (Борис Моисеевич) Долгопольский (1898—1991), мать — фармацевт. Окончил испанское отделение Московского института иностранных языков (1954), защитил кандидатскую диссертацию по романским языкам (1958). Научный сотрудник Института русского языка (1962—1966), затем Сектора по изучению языков Африки Института языкознания (до 1976), где изучал кушитские языки.
С начала 1960-х годов занимался компаративистикой, обосновывая гипотезу о родстве шести крупных языковых семей Евразии. Коллега В. М. Иллич-Свитыча, после его ранней смерти участвовал в подготовке к печати незавершенного «Опыта сравнения ностратических языков». С 1976 года в Израиле, профессор кафедры иврита в Хайфском университете.
В 2008 году, после сорокапятилетней работы, Долгопольский подготовил к изданию занимающий около 3000 страниц словарь общеностратического языка и разместил текст в Интернете. Как указывает рецензент А. Бомхард (автор другого ностратического словаря, вышедшего в 2008 году вторым изданием), его форма крайне затрудняет понимание даже для специалиста ввиду обилия аббревиатур. Из общего числа в 2805 статей Бомхард оценивает ностратические реконструкции Долгопольского в 177 случаях как «сильные», 1011 — как возможные, 508 — как слабые, 1337 — должны быть отвергнуты.

## Из воспоминаний
Арон, или, как любовно называл его Мельчук, Арончик, был маленького роста, очень подвижной и жовиальный. Он носил сильные очки, нескладно вертел головой и картавил, но это не мешало ему быть полиглотом и одним из пионеров ностратики — гипотезы о родстве целых языковых семей. Свои огромные картотеки он, курсируя между Институтом языкознания и Ленинской библиотекой, таскал на себе и потому ходил обычно с двумя портфелями, а иногда ещё и с рюкзаком.— 

[Составленная Долгопольским] таблица словарных соответствий между разными языками [выглядела так] … Огромный лист, метра два на три, был сверху донизу покрыт столбцами фонетических значков, взятых то в круглые, то в квадратные скобки и соединенных сложной паутиной стрелок, на которых, в свою очередь были надписаны какие-то пояснения и уравнения. Как если бы этой подозрительной писанины было недостаточно, оборотная сторона представляла собой политическую карту Советского Союза.— 

## Семья
- Первая жена —  Лина Вольфовна Долгопольская (урождённая Ямпольская), переводчик.
  - Сын — Ефим (Хаим) Аронович Долгопольский (род. 1959), редактор и переводчик.
  - Дочь — Елена Ароновна Долгопольская (Илана Глозман, род. 1960), программист.
- Вторая жена — доктор филологических наук, профессор Валентина Ильинична Постовалова, главный научный сотрудник отдела теоретического и прикладного языкознания Института языкознания РАН.
  - Сын — Илья Аронович Долгопольский (род. 1973), фотохудожник и фотокорреспондент[5].
- Третья жена — Ципора Флайшер, композитор и музыковед.
  - Сын — Яков Аронович Долгопольский (род. 1982), библеист и гебраист.

## Труды
Основные работы:
- Из истории развития типов отглагольных имён деятеля от латыни к романским языкам. (К проблеме развития словообразовательных типов). Автореф. дисс. … к. филол. н. — М., 1958.
- Гипотеза древнейшего родства языков Северной Евразии. Проблемы фонетических соответствий. — М.: Наука, 1964. — 22 с. (Доклад к VII Международному конгрессу антропологических и этнографических наук)
- Пособие по устному переводу с испанского языка на русский. // Сост. Г. Я. Туровер, И. А. Триста, А. Б. Долгопольский. — М.: Высшая школа, 1967. — 262 с.
- Сравнительно-историческая фонетика кушитских языков. — М.: Наука, 1973. — 398 с. — 1350 экз.
- Кушитские языки. // Языки Азии и Африки. — Т. 4. — Кн. 2. — М.: Наука, 1991. — 750 экз. — С. 3—-147 (раздел книги написан в 1976 году, опубликован в 1991 году).
- Современный иврит: Самоучитель: Начальный курс. / Сост. Ш. Блюм, Х. Рабин; подготовка и адаптация А. Долгопольского. — М.: Советский писатель, 1990.
- The Nostratic Macrofamily & Linguistic Paleontology. / Colin Renfrew (intro.) — McDonald Institute for Archaeological Research, 1998. — 116 p. — ISBN 0951942077.
- Dolgopolsky, Aron. From Proto-Semitic to Hebrew. Phonology. — Milano: Centro Studi Camito-Semitici, 1999.
- «Ностратический словарь», подготовленный к изданию (рецензия А. Бомхарда «A Critical Review of Aharon Dolgopolsky’s Nostratic Dictionary»)
- Nostratic Dictionary. In 4 volumes. Apollo, 2008 (3rd edition — 2012). — ISBN 978-1-902937-44-1
- Индоевропейский словарь с ностратическими этимологиями. В 3-х тт. Отв. редактор А. В. Дыбо. Институт языкознания РАН. М.: Рукописные памятники Древней Руси, 2013. — 2803 с. (т. 1 — 847 с., т. 2 — 1115 с., т. 3 — 841 с.) — ISBN 978-5-9551-0689-2